# Letenský tunel
Letenský tunel je silniční tunel v Praze 7 pod Letnou, spojující Štefánikův most s Letenským náměstím, zprovozněný 26. září 1953. Bez dvou dnů se stavěl přesně celé čtyři roky. Jeho vybudování však bylo plánováno, podobně jako u dalších jiných staveb, již před druhou světovou válkou.

## Historie
Dopravní cesty z historické Prahy směrem na sever odedávna komplikovaly prudké svahy Petřína a Letné. První dopravní stavba, která tento problém řešila, byla Chotkova silnice postavená již 1831 na západním okraji Letné a zajišťující přístup k nejstaršímu pražskému nádraží (tehdy koněspřežky). Rychle se rozvíjejícímu městu s jeho okolím, které se v 2. polovině 19. století proměnilo na velkoměsto, však Chotkova silnice již nestačila.

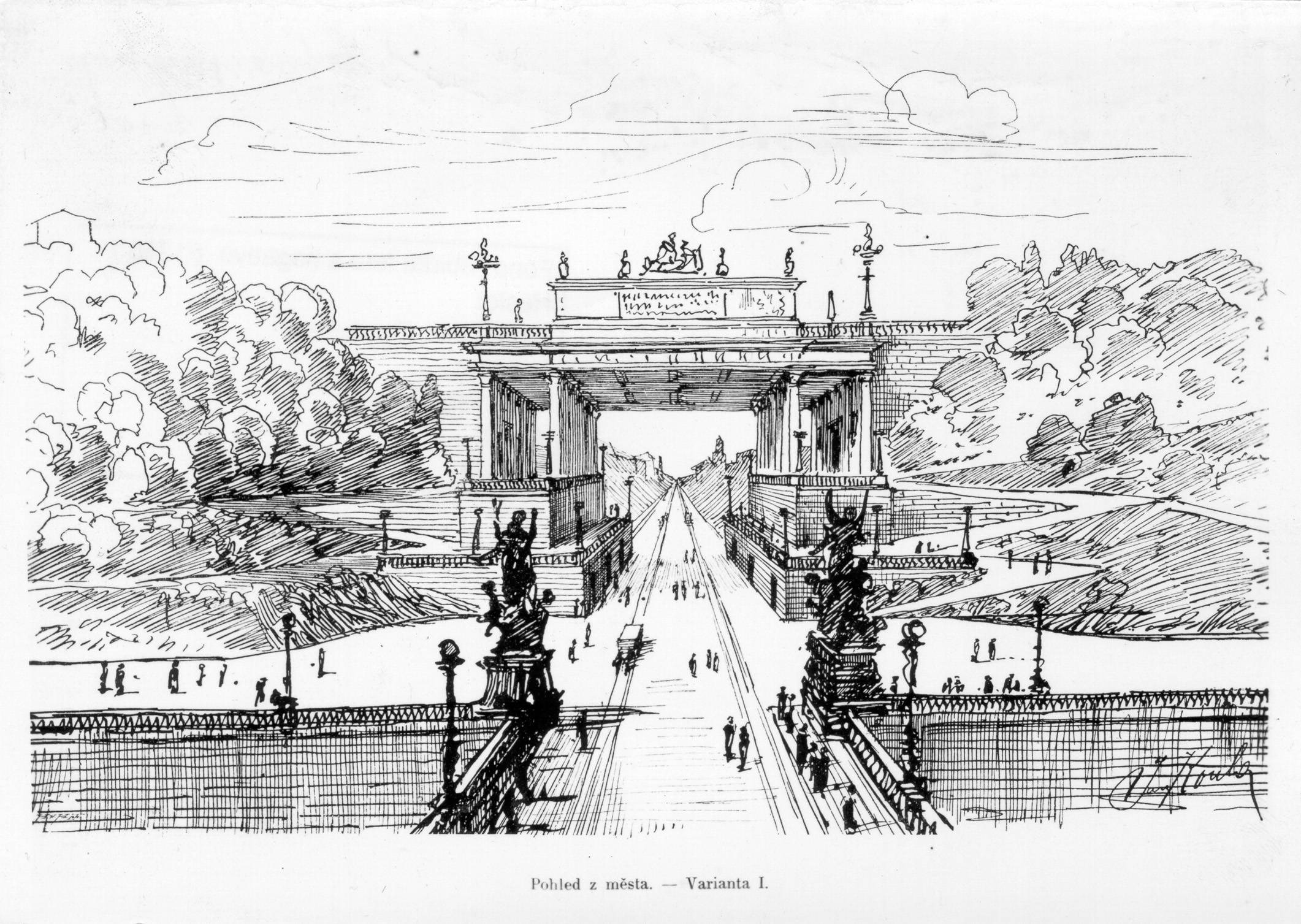
Průkop Letné na skice Jana Kouly

Realizace konkrétního řešení směřujícího k letenské komunikaci přišla až v souvislosti s pražskou asanací Josefova, kdy měla podle návrhu architekta Jana Zeyera (1893) cesta ze Staroměstského náměstí nově vybudovanou Pařížskou třídou a Čechovým mostem pokračovat serpentinou na Letnou. Serpentina však nebyla realizována a v dalších návrzích se uvažovalo o tunelu nebo průkopu, jehož jeden návrh například v roce 1907 vypracoval architekt Jan Koula. Přestože se řešením letenské komunikace zabývala celá řada architektů (včetně např. Jože Plečnika), nebyla realizována ani za první republiky, kdy došlo k rozsáhlé výstavbě v přilehlých čtvrtích (tzv. severozápadní město). V té době se dokonce uvažovalo o paralelním vybudování malostranského nábřeží s komunikací vedoucí přes Kampu a petřínskou serpentinou směrem ke Strahovu.
Zejména díky protestům Klubu Za starou Prahu a dalších spolků na obranu Petřína v roce 1937 byla vypsána soutěž na řešení dopravního spojení centra se severozápadním městem. V soutěži byl oceněn projekt odklánějící dopravu dále od historického jádra města a počítající s dvojicí tunelů pod Letnou a pod Strahovským stadionem. K realizaci letenského tunelu došlo až v období po druhé světové válce. Místo původního záměru návaznosti na komunikaci ze Staroměstského náměstí byl proražen v ose Revoluční třídy, dopravně významnější komunikace na místě zrušených hradeb mezi Starým a Novým Městem, a sousedního Štefánikova mostu (tehdy zvaného Švermův most).

## Popis

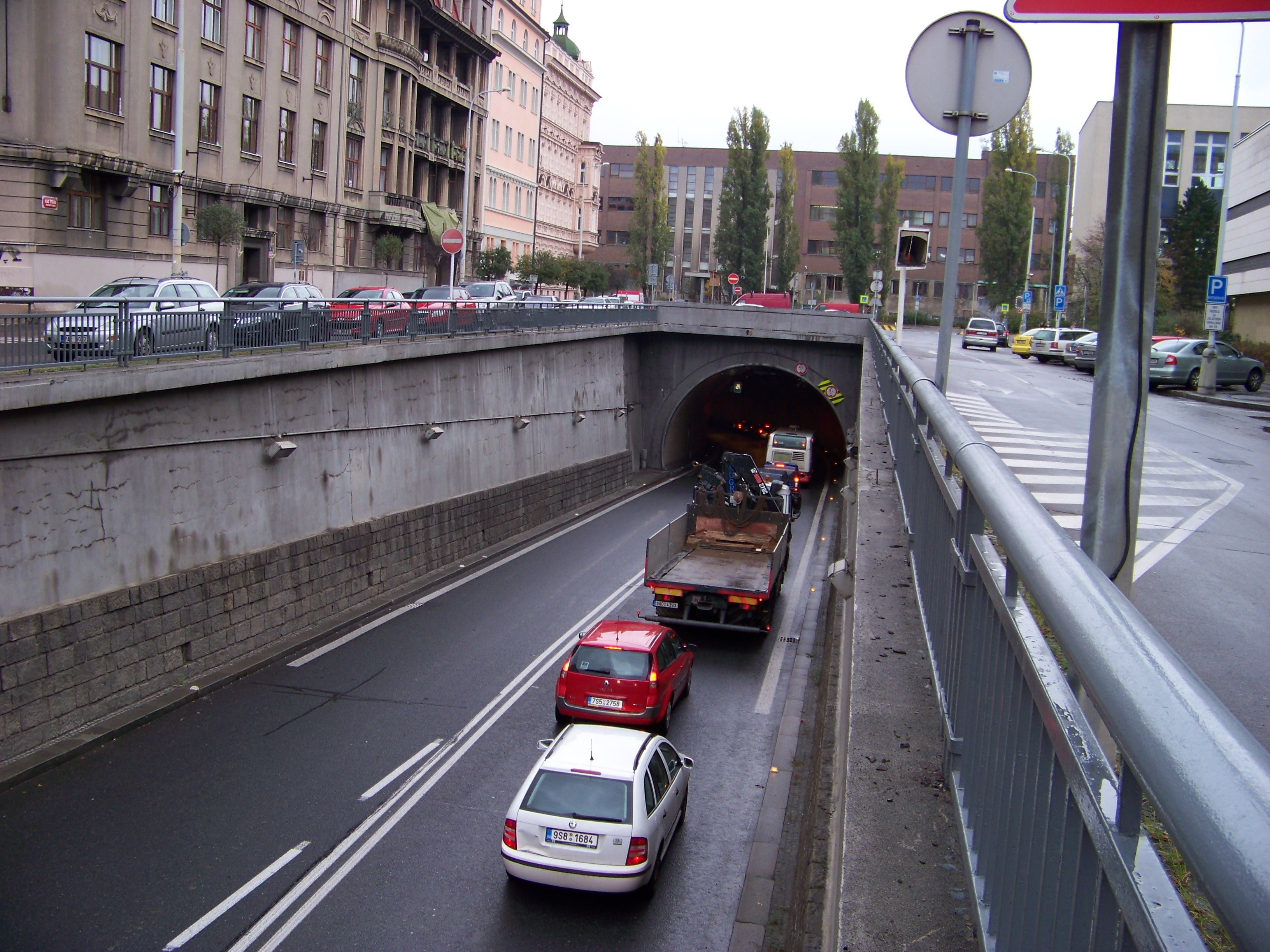
Severní vjezd z Letné

Tunel je dlouhý 423,3 metrů, výjezdová rampa je dlouhá 160 metrů. Letenský tunel má pouze jeden obousměrný tubus, který je esovitě prohnutý dvěma protioblouky (dolní má poloměr 100 metrů a horní 168,8 metrů), výškový rozdíl mezi oběma konci tunelu je 33 metrů. 
Na jihu na tunel navazuje Štefánikův most a nábřežní komunikace nábřeží Edvarda Beneše a nábřeží Kapitána Jaroše. V letech 2002–2003 prošel tunel a jeho technologické vybavení kompletní rekonstrukcí. Původní dlážděná vozovka například byla vyměněna za asfaltovou.